# Elezioni parlamentari in Liechtenstein del 2025
Le elezioni parlamentari in Liechtenstein del 2025 si sono tenute il 9 febbraio per il rinnovo del Landtag, il parlamento del paese.
Esse hanno visto, in un quadro politico generalmente stabile, la riconferma al primo posto dell’Unione Patriottica (VU) di area centrista, che, avendo mantenuto i suoi 10 seggi, è così risultata essere ancora una volta detentrice della maggioranza relativa in assemblea e ben predisposta alla formazione di un nuovo esecutivo. Dai due altri lati dello spettro parlamentare, invece, il Partito Progressista dei Cittadini (FDP) di centro-destra, pur rimanendo secondo, ha perso una sostanziale fetta di consensi ed così sceso a 7 seggi, facendo parimenti profittare Democratici per il Liechtenstein (DpL) di destra che, giunto terzo, ha invece ottenuto ben 6 seggi. Infine, Lista Libera (FL), pur essendo passata a 2 seggi con la perdita di uno scranno, è sostanzialmente rimasta invariata nella sua base di supporto.

## Sistema elettorale
Per le elezioni parlamentari, la legge elettorale liechtensteiniana prevede l’applicazione di un sistema proporzionale con voto di preferenza in due collegi plurinominali: il primo (“Oberland”) cui spettano 15 seggi ed il secondo (“Unterland”) cui invece ne spettano 10. È prevista una soglia elettorale all'8%.
In sede di voto, dunque, gli elettori possono accettare una lista di partito, ma anche cancellare i candidati per cui non desiderano esprimere un voto, aggiungendone a loro volta altri da altre liste.
Infine, il voto è obbligatorio, ma poiché la maggior parte viene effettuato per posta, i seggi elettorali sono addirittura aperti solo per un'ora e mezza.

## Risultati
| Unione Patriottica (VU)                  | 79 478  | 38,32 | 10 |  |  |  |
| Partito Progressista dei Cittadini (FBP) | 56 983  | 27,48 | 7  |  |  |  |
| Democratici per il Liechtenstein (DpL)   | 48 370  | 23,32 | 6  |  |  |  |
| Lista Libera (FL)                        | 22 549  | 10,87 | 2  |  |  |  |
| Totale                                   | 207 380 | 100   | 25 |  |  |  |
|                                          |         |       |    |  |  |  |
| Schede bianche                           | 0       | 0,00  |    |  |  |  |
| Schede nulle                             | 423     | 2,62  |    |  |  |  |
| Votanti                                  | 16 171  | 76,34 |    |  |  |  |
| Elettori                                 | 21 183  |       |    |  |  |  |

Nota: Il totale esposto, 207.380, non corrisponde al totale dei singoli voti espressi per un partito, bensì la somma delle preferenze totali: poiché infatti il sistema elettorale permette di esprimere non solo dei veri e propri voti per una lista di partito, bensì preferenze singole per i candidati, ogni elettore può esprimere plurime preferenze ed il numero totale, conseguentemente, è maggiore.
Nota: Sul numero dei votanti (16.171), 15.748 (97,38%) sono votanti che hanno espresso voti validi.
Nota: Nel conteggio delle schede, il paese unifica le bianche alle nulle.
| Riepilogo dei voti (+/- elezioni 2021)  | Riepilogo dei voti (+/- elezioni 2021) | Riepilogo dei voti (+/- elezioni 2021) | Riepilogo dei voti (+/- elezioni 2021) | Riepilogo dei voti (+/- elezioni 2021) | Riepilogo dei voti (+/- elezioni 2021) | Riepilogo dei voti (+/- elezioni 2021) |
| --------------------------------------- | -------------------------------------- | -------------------------------------- | -------------------------------------- | -------------------------------------- | -------------------------------------- | -------------------------------------- |
| Unione Patriottica                      | Unione Patriottica                     | Unione Patriottica                     |                                        |                                        | 38,32%                                 | ▲ 2,43                                 |
| Partito Progressista dei Cittadini      | Partito Progressista dei Cittadini     | Partito Progressista dei Cittadini     |                                        |                                        | 27,48%                                 | ▼ 8,39                                 |
| Democratici per il Liechtenstein        | Democratici per il Liechtenstein       | Democratici per il Liechtenstein       |                                        |                                        | 23,32%                                 | ▲ 12,18                                |
| Lista Libera                            | Lista Libera                           | Lista Libera                           |                                        |                                        | 10,87%                                 | ▼ 2,00                                 |
| Riepilogo dei seggi (+/- elezioni 2021) |                                        |                                        |                                        |                                        |                                        |                                        |
|                                         |                                        |                                        |                                        |                                        |                                        |                                        |
| FL                                      | 2                                      | ▼ 1                                    |                                        | VU                                     | 10                                     | ━                                      |
| FBP                                     | 7                                      | ▼ 3                                    |                                        | DpL                                    | 6                                      | ▲ 3                                    |